# Vacances en enfer
Vacances en enfer est un film français réalisé par Jean Kerchbron et sorti en 1961.

## Fiche technique
- Titre : Vacances en enfer
- Réalisation : Jean Kerchbron
- Scénario : France Roche d'après le roman de Jean Bommart, Dieu reconnaîtra les siens[1]
- Dialogues : Maurice Clavel
- Photographie : Marcel Fradetal
- Musique : François Rauber
- Montage : Suzanne Baron
- Production : Madeleine Films et Gilbert de Goldschmidt
- Tournage : en juin et juillet 1960 dans les Pyrénées-Orientales à Prades et Prats-de-Mollo[2].
- Durée : 82 minutes
- Date de sortie :
  - France : 26 mai 1961

## Distribution
- Michel Subor : André
- Elina Labourdette : Mme Martel
- Michel Vitold : M. Martel
- Catherine Sola : Catherine
- Georges Poujouly : Jean